# Maackia taiwanensis
Maackia taiwanensis là một loài rau đậu thuộc họ Fabaceae.
Loài này chỉ có ở Đài Loan.